# Нос Страх (филм, 1991)
Вижте пояснителната страница за други значения на Нос Страх.
Нос страх (на английски: Cape Fear) е драматичен филмов трилър от 1991 г., режисиран от Мартин Скорсезе с участието на Робърт де Ниро, Ник Нолти, Джесика Ланг и Джулиет Люис. Филмът е „римейк“ на едноименната екранизация от 1962 година с участието на Грегъри Пек и Робърт Мичъм, които имат епизодични роли и в настоящото произведение.
Изпълненията на Робърт де Ниро и Джулиет Люис са номинирани за награди „Оскар“ и „Златен глобус“ съответно в категориите най-добра мъжка роля и най-добра поддържаща женска роля.

## Сюжет
Сценарият на Уесли Стрък разказва историята на семейството на адвоката Сам Боудън (Нолти), подложено на тормоз от рецидивиста Макс Кейди (де Ниро), който търси отмъщение за излежаните несправедливо 14 години в затвора.

## В ролите
| Изпълнител          | Роля             |
| ------------------- | ---------------- |
| Робърт де Ниро      | Макс Кейди       |
| Ник Нолти           | Сам Боудън       |
| Джесика Ланг        | Ли Боудън        |
| Джулиет Люис        | Даниеле Боудън   |
| Джо Дон Бейкър      | Клод Керсек      |
| Робърт Мичъм        | Лейтенант Елгърт |
| Грегъри Пек         | Лий Хилър        |
| Мартин Болсам       | Съдията          |
| Илийна Дъглас       | Лори Дейвис      |
| Фред Далтън Томпсън | Том Броадбент    |

## Награди и Номинации
Награди на Американската Филмова Академия „Оскар“ (САЩ):
- Номинация за най-добър актьор в главна роля за Робърт де Ниро
- Номинация за най-добра актриса в поддържаща роля за Джулиет Люис

Награди „Златен глобус“ (САЩ): 
- Номинация за най-добър актьор в главна роля за Робърт де Ниро
- Номинация за най-добра актриса в поддържаща роля за Джулиет Люис

Филмов фестивал „Берлинале“ (Германия): 
- Номинация за награда „Златна мечка“ за най-добър филм